# Hiệu ứng mỏ neo
Hiệu ứng mỏ neo hay ảo giác tập trung là một thiên kiến nhận thức. Hiệu ứng này khiến một cá nhân bị ảnh hưởng quá nhiều bởi một mẩu thông tin được cung cấp ban đầu (được gọi là "mỏ neo") khi đưa ra các phán đoán tiếp theo trong quá trình ra quyết định. Khi giá trị của mỏ neo này được đặt ("thả neo"), mọi cuộc đàm phán, lập luận hay ước tính trong tương lai sẽ liên quan đến neo. Thông tin phù hợp với mỏ neo thường sẽ được gộp vào, còn những thông tin trái ngược hoặc ít liên quan lại có xu hướng bị thay thế. Thiên kiến này xảy ra khi sử dụng mỏ neo để đánh giá diễn giải thông tin trong tương lai.
Ví dụ, mức giá được đưa ra (trước hoặc ngay khi bắt đầu thương lượng) cho một chiếc ô tô đã qua sử dụng sẽ trở thành điểm quy chiếu cho mọi thương lượng sau đó. Giá thương lượng được nếu thấp hơn giá neo sẽ có vẻ là giá hợp lý, thậm chí người mua có thể thấy rẻ, dù về thực tế giá đó vẫn cao hơn tương đối so với giá thị trường thực tế của chiếc xe.
Định nghĩa đầu tiên của hiệu ứng mỏ neo bắt nguồn từ tâm vật lý học. Khi đánh giá một chuỗi liên tục các kích thích, người ta nhận thấy rằng các kích thích đầu tiên và cuối cùng được sử dụng để so sánh các kích thích khác (còn được gọi là "mỏ neo kết thúc"). Điều này đã được Muzafer Sherif và cộng sự nhắc đến trong bài báo năm 1958 của họ: "Sự kích thích đánh giá của đồng hoá và hiệu ứng mỏ neo".

## Suy nghiệm thả neo và điều chỉnh
Lời giải thích đầu tiên được đưa ra cho hiệu ứng mỏ neo là hiệu ứng này bắt nguồn từ suy nghiệm thả neo và điều chỉnh, một suy nghiệm tâm lý mà con người sử dụng để đưa ra phán đoán. Theo suy nghiệm này, người ta sẽ bắt đầu với một điểm tham chiếu ngầm định hoặc tường minh (gọi là "mỏ neo") rồi điều chỉnh - tăng hoặc giảm giá trị của neo cho đến khi chạm tới phạm vi giá trị hợp lý cho "mục tiêu" đang ước tính. Những điều chỉnh này thường là không đủ, dẫn đến việc mỏ neo ban đầu có ảnh hưởng rất lớn đến các đánh giá trong tương lai. Ví dụ, khi ước tính chu kỳ quỹ đạo của sao Hỏa, người ta thường bắt đầu với chu kỳ quỹ đạo của Trái đất (365 ngày), rồi tăng dần lên đến một giá trị có vẻ hợp lý (thường là dưới 687 ngày - chu kỳ quỹ đạo của sao Hoả).

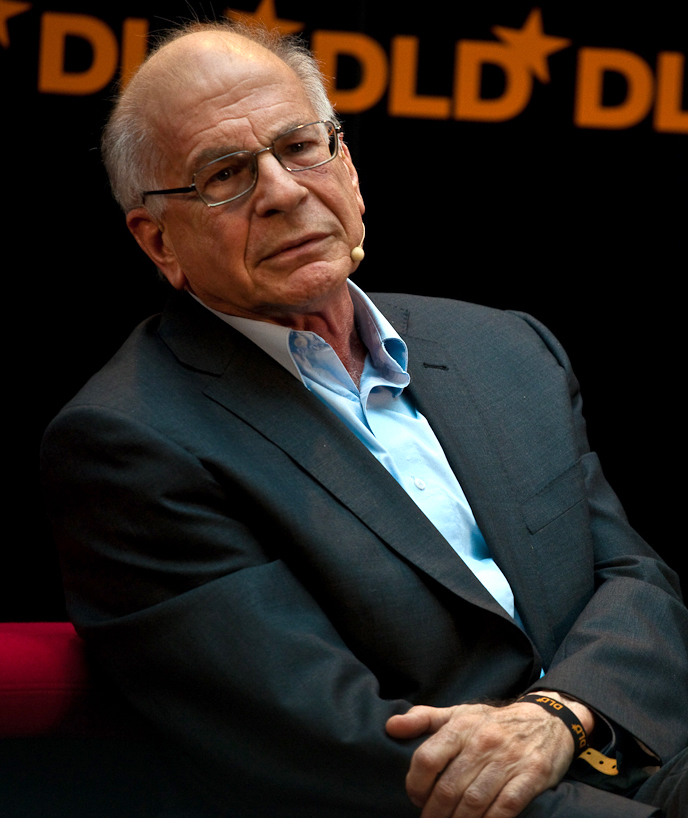
Daniel Kahneman, một trong những người đầu tiên nghiên cứu về hiệu ứng mỏ neo.

Suy nghiệm thả neo và điều chỉnh được lý thuyết hoá lần đầu tiên bởi Amos Tversky và Daniel Kahneman. Một trong những nghiên cứu đầu tiên của họ yêu cầu các đối tượng tham gia tính tích của các số tự nhiên từ 1 đến 8 trong 5 giây. Họ được chia thành hai nhóm; một nhóm được yêu cầu tính {\displaystyle 1\times 2\times 3\times 4\times 5\times 6\times 7\times 8}, còn nhóm kia thì thấy phép toán {\displaystyle 8\times 7\times 6\times 5\times 4\times 3\times 2\times 1}. Vì không thể trả lời chính xác kết quả trong thời gian cho phép, các đối tượng buộc phải đưa ra đáp số ước tính sau khi nhân vài thừa số đầu tiên của dãy. Ở nhóm thứ nhất, những phép nhân nhanh đó đưa lại kết quả nhỏ (vì những thừa số đầu tiên là những số nhỏ), dẫn đến ước tính trung bình của cả nhóm là 512; nhóm thứ hai, những đối tượng phải bắt đầu với các thừa số lớn hơn, đã đưa ra đáp số trung bình là 2250 (kết quả đúng là 40320). Trong một nghiên cứu khác cũng của Tversky và Kahneman, những người tham gia được yêu cầu quan sát một vòng roulette có các số nguyên từ 1 đến 100, nhưng được cài đặt để luôn rơi vào ô 10 hoặc 65. Sau đó, các đối tượng được yêu cầu đoán các quốc gia châu Phi chiếm tỷ lệ bao nhiêu phần trăm trên tổng số thành viên Liên Hợp Quốc. Những đối tượng quay vào ô 10 đã có ước tính thấp hơn (trung bình là 25%) so với nhóm quay vào ô 65 (trung bình là 45%). Thí nghiệm này đã được lặp lại nhiều lần, với nhiều chủ đề ước tính khác nhau.
Một ví dụ khác, trong một nghiên cứu, Dan Ariely và Drazen Prelec đã tổ chức một buổi đấu giá. Các khán giả được yêu cầu viết lại hai chữ số cuối của mã thẻ an sinh xã hội và xem xét sẽ trả hoặc không trả số tiền này (ví dụ: nếu hai số cuối là 11 thì số tiền là 11 đô) cho những món đồ không rõ giá trị như rượu vang, chocolate và thiết bị tin học. Sau đó, họ được yêu cầu trả giá cho những mặt hàng này. Những khán giả có hai chữ số cuối mã thẻ an sinh xã hội lớn sẵn sàng trả cao hơn 60% đến 120% so với những người có số bé. Thí nghiệm này chỉ ra rằng những con số cuối mã thẻ đã trở thành mỏ neo. Khi được hỏi có tin rằng con số này cung cấp thông tin về giá trị của món đồ hay không, khá nhiều người đã trả lời là có. Nhằm tránh sự nhầm lẫn này, một số ít nghiên cứu đã sử dụng các quy trình tạo ngẫu nhiên rõ ràng, như nút tạo ngẫu nhiên trong Excel và xúc xắc. Hiệu ứng mỏ neo đã không xuất hiện.

### Khó khăn khi phòng tránh
Nhiều nghiên cứu khác nhau đã chỉ ra rằng hiệu ứng mỏ neo rất khó phòng tránh. Ví dụ, trong một nghiên cứu, các sinh viên đã được cung cấp các neo sai. Họ được hỏi tuổi thọ của Mahatma Gandhi là lớn hay bé hơn 9, hoặc 140 tuổi. Rõ ràng là cả hai mỏ neo này đều không đúng, nhưng khi hai nhóm được yêu cầu đoán, ước tính trung bình vẫn khác nhau đáng kể (50 và 67, so với tuổi thọ thực là 78).
Các nghiên cứu khác đã cố gắng loại bỏ mỏ neo theo hướng trực tiếp hơn. Trong một nghiên cứu về nguyên nhân và đặc tính của hiệu ứng mỏ neo, những người tham gia được cung cấp một mỏ neo và phải đoán xem có bao nhiêu bác sĩ được liệt kê trong danh bạ điện thoại địa phương. Ngoài ra, họ đã được thông báo rõ ràng rằng hiệu ứng mỏ neo sẽ làm "ô nhiễm" câu trả lời của họ và họ cần phải cố hết sức để không mắc phải. Nhóm đối chứng của thí nghiệm không được cung cấp neo và cũng không được giải thích gì. Nhưng dù các đối tượng có được cung cấp thông tin gì, mọi ước tính của nhóm thí nghiệm đều cao hơn so với nhóm đối chứng. Kết luận được đưa ra là, dù đã nhận thức được hiệu ứng mỏ neo, những người tham gia vẫn không thể loại bỏ những ảnh hưởng. Một nghiên cứu sau này cho thấy rằng ngay cả khi được cung cấp các ưu đãi tài chính, người ta cũng không thể điều chỉnh một cách hiệu quả từ mỏ neo có sẵn.

### Độ bền của neo
Hiệu ứng mỏ neo cũng được chứng minh là vẫn có đầy đủ ảnh hưởng dù các đối tượng có thể tiếp cận với lượng thông tin lớn hơn. Ngược lại, điều này cũng cho thấy rằng trong một khoảng thời gian nhất định (giữa thời điểm cung cấp neo và thời điểm phải đưa ra phán đoán), hiệu ứng này sẽ không bị suy giảm. Ba thí nghiệm liên tiếp đã được tiến hành để kiểm tra thời gian tồn tại của hiệu ứng mỏ neo. Người ta quan sát thấy rằng dù một nửa số đối tượng được cung cấp thông tin chậm hơn một tuần so với nửa kia, những phán đoán các đối tượng đưa ra lại có sự tương đồng khá lớn. Các nhà nghiên cứu kết luận: những thông tin ngoại vi tiếp cận được trong khoảng thời gian trì hoãn ảnh hưởng rất ít đến những neo tự tạo, ngay cả với những mục tiêu thường thấy (nhiệt độ). Điều này cho thấy rằng hiệu ứng neo có thể xảy ra trước hiệu ứng mồi, đặc biệt nếu hiệu ứng neo được hình thành trong quá trình thí nghiệm. Nghiên cứu sâu hơn nhằm kết luận rằng một hiệu ứng được giữ lại một cách hiệu quả trong một khoảng thời gian đáng kể đã chứng minh là không nhất quán.

### Hiệu ứng mỏ neo tập thể
Như câu "Một cây làm chẳng nên non / Ba cây chụm lại nên hòn núi cao", người ta thường cho rằng các nhóm thường quyết định ít thiên vị hơn cá nhân. Tuy nhiên, các phát hiện của những nghiên cứu về giả định này không thống nhất với nhau. Dù vậy, một số nhóm có hiệu quả hơn một thành viên riêng lẻ vẫn có thể "bám neo" bằng hoặc hơn.  Điều này có lẽ một phần là do thông tin được truyền đạt, xử lý và tổng hợp dựa trên kiến thức và niềm tin của mỗi người, khiến chất lượng của quá trình ra quyết định giảm sút và từ đó khuếch đại những mỏ neo đã có từ trước.
Nguyên nhân của hiệu ứng mỏ neo tập thể vẫn còn chưa rõ ràng. Các neo tập thể có lẽ đã được thả ở cấp độ nhóm hoặc có thể chỉ đơn giản là tập hợp chung nhất của các neo đơn. Các nghiên cứu trước đây đã chỉ ra rằng khi cung cấp một mỏ neo trước khi thí nghiệm diễn ra, các thành viên đơn đã hợp nhất các neo tương ứng để đưa ra quyết định về hướng thả neo chung. Tuy nhiên, sự khác biệt giữa neo cá nhân và neo nhóm vẫn tồn tại. Các nhóm có xu hướng bỏ qua hoặc coi thường thông tin bên ngoài do sự tin tưởng vào quá trình quyết định chung. Sự hiện diện của các tùy chọn neo trước cũng cản trở mức độ mà các neo bên ngoài ảnh hưởng đến quyết định của nhóm, vì các nhóm có xu hướng phân bổ nhiều trọng lượng hơn cho các neo tự tạo, theo 'giả thuyết chạm neo'.
Một chuỗi thí nghiệm đã được tiến hành để tìm hiểu sâu hơn về hiệu ứng mỏ neo tập thể, cùng các giải pháp khả thi để tránh hoặc giảm thiểu hiện tượng này. Thí nghiệm đầu tiên cho thấy các nhóm thực sự bị ảnh hưởng bởi neo, và hai thí nghiệm còn lại đưa ra các phương pháp để khắc phục. Các phương pháp được áp dụng nhằm giảm ảnh hưởng của hiệu ứng gồm có yêu cầu giải trình  và tạo động lực bằng cạnh tranh thay vì hợp tác.

## Nguyên nhân
Một số giả thuyết đã được đưa ra để giải thích nguyên nhân gây ra hiệu ứng mỏ neo. Tuy vài giả thuyết phổ biến hơn những giả thuyết khác, nhưng hiện chưa có sự đồng thuận chung trong giới về các giả thuyết này. Trong một nghiên cứu, hai tác giả đã cho rằng hiệu ứng mỏ neo rất dễ chứng minh, nhưng lại khó giải thích. Có ít nhất một nhóm nghiên cứu đã lập luận rằng có nhiều nguyên nhân, và "neo" thực ra là nhiều hiệu ứng khác nhau.

### Thả neo và điều chỉnh
Trong nghiên cứu ban đầu của họ, Tversky và Kahneman đã đưa ra một quan điểm, sau này được gọi là thả neo và điều chỉnh. Theo thuyết này, khi một mỏ neo được thả, người ta sẽ điều chỉnh từ điểm neo để đưa ra phán đoán cuối cùng. Tuy nhiên, họ điều chỉnh không đầy đủ, dẫn đến khoảng cách giữa phán đoán và neo không quá xa. Các nhà nghiên cứu khác cũng tìm thấy một số bằng chứng củng cố cho giải thích này. Các yếu tố ảnh hưởng đến khả năng điều chỉnh phán đoán như say rượu và thực hiện các tác vụ về tải trọng nhận thức (ghi nhớ một dãy số dài) có xu hướng làm tăng hiệu lực của neo. Nếu các đối tượng biết nên điều chỉnh neo theo hướng nào, việc khuyến khích độ chính xác có thể làm giảm hiệu ứng này.
Mô hình này cũng vấp phải một số ý kiến trái chiều. Những người ủng hộ các lý thuyết khác đã chỉ trích và cho rằng mô hình này chỉ có thể được áp dụng khi điểm neo ban đầu nằm ngoài phạm vi các câu trả lời có thể chấp nhận được. Như ví dụ đã nêu, vì Mahatma Gandhi rõ ràng thọ hơn 9 tuổi, nên các đối tượng đã điều chỉnh từ neo này. Nhưng nếu neo được thả là một con số nào đó hợp lý, sự điều chỉnh sẽ không xuất hiện. Do đó, lý thuyết này, theo những người chỉ trích, không thể giải thích tất cả các trường hợp của hiệu ứng mỏ neo.

### Tiếp cận có chọn lọc
Một giải thích khác về tiếp cận có chọn lọc được rút ra từ một thuyết gọi là "xét nghiệm xác nhận giả thuyết". Thuyết này cho rằng khi được cung cấp một mỏ neo, đối tượng nghiên cứu (người đưa ra một số nhận định) sẽ đánh giá xem neo đó có phải câu trả lời phù hợp hay không. Nếu không phải, đối tượng sẽ đưa ra (bằng cách đoán) một đáp án khác, sau khi đã tiếp cận tất cả thông tin liên quan từ neo. Khi đưa ra nhận định mới, đối tượng sẽ tìm những mối liên hệ giữa chúng và neo có sẵn, dẫn đến hình thành hiệu ứng mỏ neo. Nhiều nghiên cứu khác nhau đã tìm thấy các bằng chứng chứng thực giả thuyết này. Giải thích trên giả định rằng đối tượng coi giá trị của neo nằm trong khoảng hợp lý, và do đó neo sẽ không bị loại bỏ ngay lập tức, khiến đối tượng xem xét kỹ hơn những thông tin liên quan từ neo. Ví dụ, một thí nghiệm trực tuyến đã cho thấy thứ hạng những người tham gia trước có thể trở thành một mỏ neo. Sau khi tiếp cận các đánh giá của những người khác về một ý tưởng cho mô hình kinh doanh, các đối tượng sẽ kết hợp neo này vào quy trình ra quyết định của riêng họ, khiến khoảng cách giữa các đánh giá giảm dần.

### Thay đổi thái độ
Gần đây, lời giải thích thứ ba về hiệu ứng mỏ neo đã được đề xuất. Thuyết này đưa ra một thuật ngữ mới: sự thay đổi thái độ. Cũng theo thuyết trên, việc cung cấp một mỏ neo sẽ khiến một người nào đó ủng hộ hơn các thông tin từ neo, từ đó đưa ra những câu trả lời có sự tương đồng lớn hơn với neo. Những người đứng đầu phe ủng hộ lý thuyết này coi đây là cách giải thích tương đương với những nghiên cứu trước đây về thả neo và điều chỉnh, cũng như tiếp cận có chọn lọc.

## Những yếu tố ảnh hưởng

### Tâm trạng
Nhiều nghiên cứu đã kết luận rằng tâm trạng buồn bã hoặc chán nản có thể khiến đối tượng đánh giá chính xác và cụ thể hơn. Các nghiên cứu trước đó đã đưa ra giả thuyết rằng những người đang buồn sẽ có xu hướng "bám neo" ít hơn những người đang vui. Tuy nhiên, những nghiên cứu gần đây lại chỉ ra rằng nhóm tâm trạng xấu lại "bám neo" hơn những người có tâm trạng vui và bình thường.

### Kinh nghiệm
Những nghiên cứu ban đầu cho thấy rằng các chuyên gia (những người có kiến thức, kinh nghiệm hoặc chuyên môn cao trong lĩnh vực nào đó) sẽ có khả năng kháng lại hiệu ứng mỏ neo cao hơn. Tuy nhiên, nhiều nghiên cứu khác đã chứng minh rằng dù đôi khi kinh nghiệm có thể làm giảm ảnh hưởng, các chuyên gia cũng rất dễ bị hiệu ứng này tác động. Trong một nghiên cứu về hiệu ứng mỏ neo trong các quyết định tư pháp, người ta nhận thấy rằng ngay cả các chuyên gia pháp lý có kinh nghiệm cũng bị ảnh hưởng bởi hiệu ứng mỏ neo, ngay cả khi các neo được cung cấp là tùy ý và không liên quan đến trường hợp được đề cập. Ngoài ra, điều này cũng có liên quan đến thiết lập mục tiêu, trong đó những người từng trải hơn sẽ đặt mục tiêu dựa trên kinh nghiệm của bản thân, từ đó ảnh hưởng đến kết quả cuối cùng sau đàm phán.

### Tính cách
Nghiên cứu đã cho thấy mối tương quan giữa tính nhạy với neo và hầu hết năm đặc điểm tính cách lớn. Những người có tính thân thiện và tận tâm cao "bám neo" nhiều hơn những người có tính hướng ngoại cao. Một nghiên cứu khác cho thấy những người cởi mở với trải nghiệm mới cũng rất dễ bị ảnh hưởng bởi hiệu ứng này.

### Khả năng nhận thức
Tác động của khả năng nhận thức đối với hiệu ứng mỏ neo hiện vẫn đang được tranh cãi. Một nghiên cứu gần đây về mức độ sẵn sàng chi trả cho hàng hóa tiêu dùng chỉ ra rằng hiệu ứng mỏ neo suy giảm ảnh hưởng với những người có khả năng nhận thức tốt hơn, dù không biến mất hẳn. Tuy nhiên, một nghiên cứu khác lại cho thấy khả năng nhận thức ảnh hưởng không đáng kể đến độ "bám neo".

### Tự tin thái quá
Sự tự phụ, hay tự tin thái quá phát sinh từ các yếu tố khác như các tính chất về nhận thức cá nhân (kiến thức, khả năng ra quyết định,...), làm giảm xác suất tìm kiếm thêm thông tin từ những nguồn bên ngoài. Yếu tố này cũng đã được chứng minh là sẽ xuất hiện trong các nhiệm vụ có độ khó cao hơn. Ngay cả các chuyên gia trong lĩnh vực cũng có thể là con mồi của những hành vi tự tin thái quá này và do đó, cũng cần phải nỗ lực loại bỏ chúng. Tiếp nối những nghiên cứu về ước tính dưới điều kiện không cố định, dù nhiều nỗ lực ngăn chặn sự tự phụ đã không thành công, nghiên cứu của Tversky và Kahneman (1971) đã đề xuất một giải pháp hiệu quả: khiến đối tượng thả neo để khiến họ bớt tự tin quá mức vào phán đoán của mình.

## Trong đàm phán
Thuật ngữ "thả neo" mô tả cả hiệu ứng tâm lý - hành vi (hiệu ứng mỏ neo) cũng như cách sử dụng chiến lược cho hiệu ứng này. Hiệu ứng mỏ neo là nơi chúng ta khởi điểm cho những phán đoán sau này về giá trị của món đồ trên tay. Trong quá trình đàm phán, neo đóng vai trò xác định khởi điểm mà hai bên đã chấp nhận cho các cuộc thương lượng tiếp theo. Ngay khi một bên bắt đầu trả giá, neo (chính) sẽ được đặt. Tăng giá đấu (phản-neo) là neo thứ hai.
Ngoài nghiên cứu ban đầu được thực hiện bởi Tversky và Kahneman, nhiều nghiên cứu khác cũng đã chỉ ra rằng neo có thể ảnh hưởng rất lớn đến giá trị ước tính của một vật thể. Ví dụ, mặc dù các bên đàm phán thường đánh giá một đề nghị dựa trên nhiều đặc điểm, các nghiên cứu đã chỉ ra rằng họ có xu hướng chỉ tập trung vào một khía cạnh duy nhất. Như vậy, một khởi điểm có chủ ý có thể ảnh hưởng mạnh đến phạm vi tăng giá đấu. Quá trình trả giá sẽ dẫn đến việc đôi bên cùng có lợi. Tuy nhiên, nhiều nghiên cứu đã chỉ ra rằng lời đề nghị ban đầu có ảnh hưởng mạnh mẽ hơn đến kết quả đàm phán so với những lời đề nghị sau.
Một ví dụ về tác động của neo đã được thực hiện trong các Hội thảo về Quy trình Đàm phán Chiến lược. Trong hội thảo, những người tham gia được chia thành hai nhóm: nhóm mua và nhóm bán. Mỗi bên đều nhận được thông tin giống hệt nhau về bên kia trước khi bước vào cuộc thương lượng một đối một. Sau khi hoàn thành, cả hai bên sẽ thảo luận về những gì đã diễn ra. Kết quả cho thấy chỗ những người đàm phán thả neo có ảnh hưởng rất lớn đến thành công của họ. 
Hiệu ứng mỏ neo ảnh hưởng đến tất cả mọi người, ngay cả những người có hiểu biết sâu rộng trong lĩnh vực nào đó. Northcraft và Neale đã thực hiện một nghiên cứu nhằm nhận biết sự khác biệt giữa ước tính giá trị một ngôi nhà của các sinh viên và các chuyên viên bất động sản. Trong thí nghiệm này, cả hai nhóm đều được cho xem một ngôi nhà, nhưng các mức giá niêm yết lại khác nhau. Sau khi đưa ra lời đề nghị, mỗi nhóm được yêu cầu thảo luận về những yếu tố đã ảnh hưởng đến quyết định của họ. Trong các cuộc phỏng vấn tiếp theo, các chuyên viên bất động sản phủ nhận việc họ bị ảnh hưởng bởi giá ban đầu, nhưng kết quả lại cho thấy tác động của neo lên cả hai nhóm là như nhau.
Neo cũng có thể có những tác động tinh tế hơn trong thương lượng. Một nghiên cứu về mức độ ảnh hưởng của các neo chính xác đã được thực hiện bởi Janiszewski và Uy. Những người tham gia được cho xem mức giá ban đầu của một ngôi nhà trên bờ biển, rồi được yêu cầu đưa ra mức giá mà họ cho là tương xứng. Nhóm thứ nhất nhận được một mỏ neo chung chung và không chính xác lắm (như 800.000 đô). Nhóm thứ hai thì được cung cấp một mức giá chính xác hơn (như 799.800 đô). Kết quả là những đối tượng thuộc nhóm thứ nhất đã điều chỉnh neo nhiều hơn nhóm thứ hai (751.867 và 784.671 đô). Các nhà khoa học cho rằng hiệu ứng này đến từ sự khác biệt về quy mô. Nói cách khác, neo không chỉ ảnh hưởng đến giá trị bắt đầu mà còn ảnh hưởng đến quy mô bắt đầu. Khi được cung cấp neo "20 đô", người ta sẽ đưa ra những điều chỉnh lớn (19 đô, 21 đô...), nhưng với một neo cụ thể hơn như 19,85 đô, những điều chỉnh sẽ nhỏ hơn (19,75 đô, 19,95 đô...). Vậy, neo (mức giá ban đầu) càng chính xác thì giá ước tính càng gần neo.
Trả lời cho bài toán thả neo lượt đầu hay lượt sau, Stefanie Jung và Peter Krebs cho rằng bên thả neo thứ hai sẽ có lợi thế, vì các phản neo sẽ trở thành điểm trung chuyển giữa các neo. Nếu thiếu hiểu biết, neo được thả lần đầu có thể sẽ gây thiệt hại cho chính bên thả. Nói chung, bên thả neo trước có xu hướng ít hài lòng với kết quả đàm phán hơn bên thả phản neo. Phản ứng này có thể là do họ cảm thấy hối tiếc hoặc tự cho rằng đã không đạt được hay tối đa hóa tiềm năng trong đàm phán. Tuy nhiên, các nghiên cứu cho rằng các bên thả neo trước thường đạt được kết quả có lợi hơn về mặt kinh tế.